# Terry Venables
Terence Frederick "Terry" Venables, född 6 januari 1943 i Dagenham i Barking and Dagenham, London, död 25 november 2023, var en brittisk (engelsk) fotbollsspelare och fotbollstränare.
Han inledde sin fotbollskarriär som spelare i Chelsea i början av 1960-talet. Han spelade senare även för Tottenham Hotspur, Queens Park Rangers och Crystal Palace. Venables ledde som tränare bland annat FC Barcelona och Englands fotbollslandslag.
Venables var mellan 2006 och 2007 hjälptränare i engelska landslaget.

## Biografi

### Spelarkarriär
Venables lämnade skolan 1957 och skrev på ett lärlingskontrakt med Chelsea. Han blev proffs 1960 och avancerade till en av nyckelspelarna och lagkapten. Han blev ligacupmästare 1965 med Chelsea. En konflikt med tränaren ledde till att han såldes till Tottenham Hotspur 1966 efter 202 matcher för Chelsea. I Tottenham spelade Venables 115 matcher och vann FA-cupen 1967. Han spelade 1969-1974 för Queens Park Rangers innan den aktiva karriären avslutades i Crystal Palace där han blev manager 1976. Han spelade 2 A-landskamper för England. 

### Tränarkarriär
Tränarkarriären inleddes i Crystal Palace 1976 och laget nådde förstadivisionen 1979. 1980 lämnade Venables för Queens Park Rangers som han ledde tillbaka till förstadivisionen 1983 och till FA-cupfinalen 1982. 1984 lämnade han för att bli tränare för FC Barcelona som han ledde till ligatiteln 1985, den första på elva år. Laget nådde även Europacupfinalen 1986 men förlorade mot Steaua Bukarest. 1987 återvände Venables till England och tog över som tränare för Tottenham där han värvade Gary Lineker och Paul Gascoigne. Laget kom trea i ligan 1990 och vann FA-cupen 1991. 
1994 utsågs han till förbundskapten för det engelska landslaget och ledde laget till semifinal i EM 1996.